# Nicolas Welter
Pour les articles homonymes, voir Welter.
Nicolas Welter dit Nik Welter, né le 2 janvier 1871 à Mersch (dans le Grand-duché de Luxembourg) et mort le 13 juillet 1951 à Luxembourg-Ville (Luxembourg), est un écrivain et homme politique luxembourgeois.

## Biographie
Après ses études à Louvain, Paris, Bonn et Berlin, il exerce la profession de professeur à Luxembourg et Diekirch. Du 28 septembre 1918 au 15 avril 1921, Nik Welter est Directeur général — soit l'évquivalent de ministre de nos jours — de l'Instruction publique (indépendant appuyé par le Parti socialiste) au sein du gouvernement dirigé par Émile Reuter,. 
En tant qu'auteur il a écrit des pièces de théâtre et des poèmes. Son œuvre Griselinde (1901) a inspiré le compositeur luxembourgeois Alfred Kowalsky pour son opéra portant le même nom. D'autres œuvres connues sont Die Söhne des Öslings, Goethes Husar, Der Abtrünnige, Professor Forster et Lene Frank. Il est également l'auteur des paroles de l'hymne du grand-duc de Luxembourg intitulé De Wilhelmus, qu'il compose en 1919.
Il a écrit quelques reportages de voyage et une œuvre autobiographique Im Werden und Wachsen. De plus, il est l'auteur du premier livre scolaire luxembourgeois, Das Luxemburgische und sein Schrifttum.

## Prix
Il obtient le Joseph-von-Görres-Preis en 1937.
Il est fait membre associé du Félibrige en 1901.

## Œuvre

### En tant qu'écrivain
Autobiographique
- Im Dienste. Erinnerungen aus verworrener Zeit (1925)
- Im Werden und Wachsen: aus dem Leben eines armen Dorfjungen (1926)
- Freundschaft und Geleit. Erinnerungen (1936)

Lyrique
- Frühlichter. Gedichte (1903)
- Aus alten Tagen. Balladen und Romanzen aus Luxemburgs Sage und Geschichte (1900)
- In Staub und Gluten. Neue Gedichte (1909)
- Hochofen. Ein Büchlein Psalmen (1913)
- Über den Kämpfen. Zeitgedichte eines Neutralen (1915)
- Mariensommer. Ein Büchlein Lieder (ca. 1929-30)

Ouvrage
- Die Dichter der luxemburgischen Mundart. Literarische Unterhaltungen (1906)
- Hohe Sonnentage. Ein Ferienbuch aus der Provence und Tunesien (1912)
- Frederi Mistral. Der Dichter der Provence (1899)
- Theodor Aubanel. Ein provenzalischer Sänger der Schönheit (1902)
- Das Luxemburgische und sein Schrifttum (1914)
- Mundartliche und hochdeutsche Dichtung in Luxemburg. Ein Beitrag zur Geistes- und Kulturgeschichte des Großherzogtums (1929)

Théâtre
- Siegfried und Melusina. Dramatisierte Volkssagein drei Abtheilungen (1900)
- Die Söhne des Öslings. Ein Bauerndrama aus der Zeit der französischen Revolution in fünf Aufzügen (1904)
- Der Abtrünnige. Eine Komödie der Treue (1905)
- Prof. Forster. Ein Trauerspiel in fünf Aufzügen (1908)
- Lene Frank. Ein Lehrerinnendrama in 4 Aufzügen (1906)
- Mansfeld. Ein Schicksalsspiel in vier Akten (1912)
- Dantes Kaiser. Geschichtliches Charakterspiel in fünf Aufzügen (1922)
- Griselinde. Oper in drei Aufzügen und vier Bildern (1918; Musek vum Alfred Kowalsky)
- Grossmama. Die Tragödie einer Seele in einem Aufzuge (1931)
- Die Braut. Ein geschichtliches Spiel in drei Aufzügen (1931)
- Goethes Husar. Aus seinem Leben. Dichtung und Wahrheit in drei Aufzügen (1932)

Édition
- Gesammelte Werke (1924/25; Fënned Bänn)

Prose
- Franz Bergg (1866–1913). Ein Proletarierleben (1913)

### En tant qu'éditeur
- Michel Rodange : Dem Grow Sigfrid seng Goldkuommer. Komëdesteck a fünf Acten (1929)

- Paroles de l'hymne du Grand-duc de Luxembourg intitulé De Wilhelmus (1919)